# Upsøykalven
Upsøykalven est une île norvégienne du comté de Hordaland appartenant administrativement à Bømlo.

## Description
Rocheuse et désertique, à l'exception d'une légère broussaille, elle s'étend sur environ 271 m de longueur pour une largeur approximative de 79 m. 